# James Smith-Stanley
James Smith-Stanley, Lord Strange (1716-1771) est communément connu sous ce titre, bien que ni lui ni son père ne le réclament. Il est le fils aîné d'Edward Stanley (11e comte de Derby), dont les prédécesseurs ont utilisé ce titre de courtoisie, mais avec le droit pour les baronnies car elles sont transmises par les femmes, alors que le comté est transmis à l'héritier mâle.

## Biographie
James Stanley épouse Lucie fille de Hugh Smith de Weald Hall, Essex, et ajoute le nom de famille Smith lors de son mariage. Ils ont plusieurs enfants Edward Smith-Stanley (12e comte de Derby) et Thomas Stanley (1753-1779). Il est mort avant son père, de sorte que le comté passe directement à son fils.
Il étudie à la Westminster School où il devient un ami proche du dramaturge et homme politique John Burgoyne, qui capitule avec son armée à Saratoga en 1777. Quand il est jeune, Burgoyne s'est enfui avec la sœur de Lord Strange. Burgoyne écrit également un masque pour célébrer le mariage de Edward Smith-Stanley et de Lady Elizabeth Hamilton, fille de James Hamilton (6e duc de Hamilton).

## Carrière politique
Lord Étrange est député pour le Lancashire, de 1741 jusqu'à sa mort. Il est Chancelier du duché de Lancastre dans le ministère du Frederick North en 1762 et est devenu Conseiller Privé en même temps.
Il est mentionné par Parkman comme plénipotentiaire à Paris auprès de Choiseul, et conseiller de Pitt, pendant les années 1760, participant aux négociations du Traité de Paris (1763).